# Kistauri
Kistauri (georgiska: ქისტაური) är en ort i Georgien. Den ligger i regionen Kachetien, i den östra delen av landet. Kistauri hade 1 729 invånare år 2014.